# Анди Хикс
Анди Хикс (на английски: Andy Hicks) е английски професионален играч на снукър, роден на 10 август 1973 година в Девон, Англия.
Най-големият успех на Анди Хикс е класирането му на полуфинал на Световното първенство през 1995 г. Тогава Хикс губи от Найджъл Бонд с 11 - 16 фрейма.
Макар и професионалист от 1991 г. насам за Анди Хикс се чу едва през 1995 г. на Световното първенство, в което той достигна до полуфиналите. Тогава последователно побеждава Стив Дейвис (10 - 7), Уили Торн (13 - 7) и Питър Ебдън (13 - 7), но губи полуфинала от Найджъл Бонд с 11 - 16 фрейма.
През по-голямата част на 90-те години на XX век Анди Хикс се стреми към 16-те най-добри играчи на снукър. През сезон 1995/1996 след като преодолява квалификациите за Мастърс и влиза в основната схема достига до 17-а позиция в световната ранглиста по снукър.
През сезон 1995/1996 Анди изпада до позиция 62 в ранглистата. След успеха си на Световното първенство през 1995 Анди Хикс има 6 участия в първия кръг на шампионата и едно достигане до втори кръг, но не успява да запише нищо забележително.
През 1995/1996 Хикс достига до четвъртфинал на Британското първенство след победа в първия тур над Кен Дохърти.
В следващите години Анди Хикс се завръща в топ 32, а през 2006 г. играе на Световното първенство 2006 г. но губи от Стив Дейвис с 4 - 10 фрейма. В интервю по време на Световното първенство, Хикс заявява: „Удивително е как нещата се променят, тъй като няколко години поддържах формата си. Мога да достигна до по-предни фази в турнирите, доказал съм себе си и мога да победя всеки играч“.
Въпреки че пада само с едно място (от 31-во на 32-ро) за 2006/2007 годината не беше никак успешна за него, а през следващия сезон се смъкна до 41-ва позиция. След това не успя да се класира за основната схема на Откритото първенство на Уелс и шампионата на Китай и сериозно се замисля дали да не се откаже от спорта, ако не запази мястото си в топ-64.
Анди Хикс има 100 сенчъри брейка кариерата си, като постига един максимален брейк от 147 през 1994 г. на WPBSA Tour event.

## Сезон 2009/10
| Турнир                    | Резутат | Спечелени пари | Ранкинг точки | Най-голям брейк | 100+ брейк | 50+ брейк | Брой спечелени срещи |
| ------------------------- | ------- | -------------- | ------------- | --------------- | ---------- | --------- | -------------------- |
| Шанхай мастърс 2009       |         | £              |               |                 |            |           |                      |
| Гран При 2009             |         | £              |               |                 |            |           |                      |
| Британско първенство 2009 |         | £              |               |                 |            |           |                      |
| Мастърс 2010              |         | £              |               |                 |            |           |                      |
| Първенство на Уелс 2010   |         | £              |               |                 |            |           |                      |
| Първенство на Китай 2010  |         | £              |               |                 |            |           |                      |
| Световно първенство 2010  |         | £              |               |                 |            |           |                      |
| Общо                      |         | £              |               |                 |            |           |                      |